# María Ellingsen
María Ellingsen, née le 22 janvier 1964 à Reykjavik, est une actrice islandaise.

## Filmographie
- 1982 : Okkar á milli: Í hita og þunga dagsins
- 1988 : Foxtrot : Lísa
- 1991 : Santa Barbara (série TV) : Katrina Ruyker (1991-1992)
- 1993 : Curacao (TV) : Diana
- 1994 : Les Petits champions 2 (D2: The Mighty Ducks) : María
- 1994 : The New Age : Hilly
- 1995 : Agnes : Agnes
- 2001 : No Such Thing : Karlsdóttir / Gate-Manager
- 2002 : Maður eins og ég : Begga
- 2014 : Meurtre au pied du volcan : Marin